# Segunda Divisão
La Segunda Divisão (portoghese per "seconda divisione") è stata una divisione del campionato portoghese di calcio, avente carattere semiprofessionistico e interprovinciale.
Fondata nel 1934, fino al 1990 è stata la seconda divisione nazionale e dalla stagione 1990-1991, quando è diventata la terza divisione con la creazione della Segunda Liga, a quella 2004-2005 era nota come Segunda Divisão B. Nel 2013 è confluita nel Campeonato de Portugal.

## Storia
Inizialmente la Segunda Divisão era il campionato di seconda divisione portoghese ed era organizzato in due zone (Nord e Sud). La vittoria veniva assegnata con una gara tra i vincitori dei due gruppi. Successivamente fu introdotta un nuovo raggruppamento (Centro) e i vincitori di ogni gruppo venivano promossi nella massima serie e si disputavano il titolo in un mini-torneo. Varie volte tale torneo, chiamato Liguilha, è stato allargato ai secondi classificati dei gironi e anche ai quartultimi della massima serie per determinare chi di loro avrebbe disoutato il massimo campionato nella stagione seguente.
Nel 1990, con la creazione della Segunda Liga, il campionato è diventato il terzo livello del campionato nazionale di calcio, con il nome di "Segunda Divisão B". Dalla stagione 1999-2000 alla stagione 2004-2005 non si è disputato nessun torneo finale, ma le tre prime squadre classificate erano considerate campioni a pari merito. Nel 2005 il campionato riprese il nome di "Segunda Divisão" e fu organizzato in 4 gruppi geografici (Série A, B, C e D); i vincitori di ogni raggruppamento si giocavano il titolo e la promozione nella Segunda Liga dopo i play-off ad eliminazione diretta. Nel 2009 si è deciso di ritornare al sistema precedente con 3 gruppi, Nord, Centro e Sud.

## Segunda Divisão (2011–12)
| Zona Nord | Zona Centro | Zona Sud |
| --- | --- | --- |
| - Camacha - Macedo de Cavaleiros - Chaves - Fafe - Famalicão - Limianos - Lousada - Marítimo B - Merelinense - Mirandela - Oliveirense - Ribeira Brava - Ribeirão - Tirsense - Varzim - Vizela | - Aliados Lordelo - Amarante - Anadia - Angrense - Boavista - Cinfães - Coimbrões - Espinho - Gondomar - Madalena - Oliveira do Bairro - Operário Lisbona - Padroense - Paredes - São João de Ver - Tondela | - Atlético CP - Caldas - Carregado - Estrela Amadora - Farense - Fátima - Juventude de Évora - Oriental Lisbona - Louletano - Mafra - Monsanto - Moura - Pinhalnovense - Sertanense - 1º Dezembro - Torreense - Tourizense |

## Albo d'oro
- 1934-1935  Carcavelinhos FC
- 1935-1936  Olhanense
- 1936-1937  Boavista
- 1937-1938  Leixões
- 1938-1939  Carcavelinhos FC
- 1939-1940  Farense
- 1940-1941  Olhanense
- 1941-1942  Estoril Praia
- 1942-1943  Barreirense
- 1943-1944  Estoril Praia
- 1944-1945  Atlético CP
- 1945-1946  Estoril Praia
- 1946-1947  Braga
- 1947-1948  Covilhã
- 1948-1949  Académica
- 1949-1950  Boavista
- 1950-1951  Barreirense
- 1951-1952  Lusitano
- 1952-1953  Oriental Lisbona
- 1953-1954  CUF Barreiro
- 1954-1955  Torreense
- 1955-1956  Oriental Lisbona
- 1956-1957  Salgueiros
- 1957-1958  Covilhã
- 1958-1959  Atlético CP
- 1959-1960  Barreirense
- 1960-1961  Beira-Mar
- 1961-1962  Barreirense
- 1962-1963  Varzim
- 1963-1964  Braga
- 1964-1965  Beira-Mar
- 1965-1966  Sanjoanense
- 1966-1967  Barreirense
- 1967-1968  Atlético CP
- 1968-1969  Barreirense
- 1969-1970  Tirsense
- 1970-1971  Beira-Mar
- 1971-1972  Coimbra
- 1972-1973  Académica
- 1973-1974  União de Tomar
- 1974-1975  Estoril Praia
- 1975-1976  Varzim
- 1976-1977  Marítimo
- 1977-1978  Famalicão
- 1978-1979  Portimonense
- 1979-1980  Amora
- 1980-1981  União Leiria
- 1981-1982  Marítimo
- 1982-1983  Farense
- 1983-1984  Belenenses
- 1984-1985  Desp. Aves
- 1985-1986  Rio Ave
- 1986-1987  Covilhã
- 1987-1988  Famalicão
- 1988-1989  União Madeira
- 1989-1990  Salgueiros
- 1990-1991  Ovarense
- 1991-1992  Felgueiras
- 1992-1993  Leça
- 1993-1994  Amora
- 1994-1995  Moreirense
- 1995-1996  Varzim
- 1996-1997  Maia
- 1997-1998  Santa Clara
- 1998-1999  Freamunde
- 1999-2000  Marco (Nord),  Ovarense (Centro),  Nacional (Sud)
- 2000-2001  Moreirense (Nord),  Oliveirense (Centro),  Portimonense (Sud)
- 2001-2002  Marco (Nord),  Covilhã (Centro),  União Madeira (Sud)
- 2002-2003  Leixões (Nord),  Feirense (Centro),  Estoril Praia (Sud)
- 2003-2004  Gondomar (Nord),  Espinho (Centro),  Olhanense (Sud)
- 2004-2005  Vizela (Nord),  Covilhã (Centro),  Barreirense (Sud)
- 2005-2006  Olivais e Moscavide
- 2006-2007  Freamunde
- 2007-2008  Oliveirense
- 2008-2009  Fátima
- 2009-2010  Arouca
- 2010-2011  União Madeira
- 2011-2012  Varzim
- 2012-2013  Freamunde

## Vittorie per club
Gli anni in corsivo indicano che la squadra è una delle tre che condividono il titolo.
| Squadra              | Vittorie | Anni vittorie                                                               |
| -------------------- | -------- | --------------------------------------------------------------------------- |
| Barreirense          | 7        | 1942-1943, 1950-1951, 1959-1960, 1961-1962, 1966-1967, 1958-1969, 2004-2005 |
| Estoril-Praia        | 5        | 1941-1942, 1943-1944, 1945-1946, 1974-1975, 2002-2003                       |
| Sporting da Covilhã  | 5        | 1947-1948, 1957-1958, 1986-1987, 2001-2002, 2004-2005                       |
| Atlético CP          | 3        | 1944-1945, 1958-1959, 1967-1968                                             |
| Beira-Mar            | 3        | 1960-1961, 1964-1965, 1970-1971                                             |
| Varzim               | 3        | 1962-1963, 1975-1976, 1995-1996                                             |
| Olhanense            | 3        | 1935-1936, 1940-1941, 2003-2004                                             |
| União da Madeira     | 3        | 1988-1989, 2001-2002, 2010-2011                                             |
| Carcavelinhos        | 2        | 1934-1935, 1938-1939                                                        |
| Boavista             | 2        | 1936-1937, 1949-1950                                                        |
| Oriental             | 2        | 1952-1953, 1955-1956                                                        |
| Braga                | 2        | 1946-1947, 1963-1964                                                        |
| Académica de Coimbra | 2        | 1948-1949, 1972-1973                                                        |
| Marítimo             | 2        | 1976-1977, 1981-1982                                                        |
| Farense              | 2        | 1939-1940, 1982-1983                                                        |
| Famalicão            | 2        | 1977-1978, 1987-1988                                                        |
| Salgueiros           | 2        | 1956-1957, 1989-1990                                                        |
| Amora                | 2        | 1979-1980, 1993-1994                                                        |
| Ovarense             | 2        | 1990-1991, 1999-2000                                                        |
| Portimonense         | 2        | 1978-1979, 2000-2001                                                        |
| Moreirense           | 2        | 1994-1995, 2000-2001                                                        |
| Marco                | 2        | 1999-2000, 2001-2002                                                        |
| Leixões              | 2        | 1937-1938, 2002-2003                                                        |
| Freamunde            | 2        | 1998-1999, 2006-2007                                                        |
| Oliveirense          | 2        | 2000-2001, 2007-2008                                                        |
| Lusitano de Évora    | 1        | 1951-1952                                                                   |
| CUF Barreiro         | 1        | 1953-1954                                                                   |
| Torreense            | 1        | 1954-1955                                                                   |
| Sanjoanense          | 1        | 1965-1966                                                                   |
| Tirsense             | 1        | 1969-1970                                                                   |
| União de Coimbra     | 1        | 1971-1972                                                                   |
| União de Tomar       | 1        | 1973-1974                                                                   |
| União de Leiria      | 1        | 1980-1981                                                                   |
| Belenenses           | 1        | 1983-1984                                                                   |
| Desportivo Aves      | 1        | 1984-1985                                                                   |
| Rio Ave              | 1        | 1985-1986                                                                   |
| Felgueiras           | 1        | 1991-1992                                                                   |
| Leça                 | 1        | 1992-1993                                                                   |
| Maia                 | 1        | 1996-1997                                                                   |
| Santa Clara          | 1        | 1997-1998                                                                   |
| Nacional             | 1        | 1999-2000                                                                   |
| Feirense             | 1        | 2002-2003                                                                   |
| Gondomar             | 1        | 2003-2004                                                                   |
| Sporting de Espinho  | 1        | 2003-2004                                                                   |
| Vizela               | 1        | 2004-2005                                                                   |
| Olivais e Moscavide  | 1        | 2005-2006                                                                   |
| Fátima               | 1        | 2008-2009                                                                   |
| Arouca               | 1        | 2009-2010                                                                   |